# Kaskelen (fiume)
Il Kaskelen (in kazako Қаскелең?) è un immissario del bacino di Kapchagay che scorre in Kazakistan, nella regione di Almaty.
Nasce sul versante settentrionale della cresta principale del Trans-Ili Alatau. Da lì scorre in una valle di montagna in direzione nord. Nella città di Kaskelen raggiunge la pianura a nord della catena montuosa. Durante il tragitto montano raccoglie le acque dei fiumi Jemegen, Qassymbek e Köpsai.
Attraversata la città omonima, il Kaskelen prosegue la sua corsa prima verso nord, poi verso nord/nord-est. Riceve l'apporto di altri fiumi, provenienti principalmente da destra: lo Schamalghan, l'Aqsai, il Kökösök e l'Ülken Almaty. Poco prima della foce, sulla sponda sud-occidentale del bacino di Kapchagay, riceve, sempre da destra, il Kischi Almaty. Il Kaskelen ha una lunghezza di 177 km. Drena un'area di 3620 km². La portata media è di 15,2 m³/s.